# Розенталь, Борис
Бори́с Ро́зенталь (3 мая 1881, Кишинёв, Бессарабская губерния — 4 мая 1938, Нью-Йорк) — актёр и антрепренёр еврейского театра на идише, поэт-песенник.

## Биография
Иосиф-Бер Розенталь родился в Кишинёве в семье торговцев мукой Срула и Ховы Розенталь, отец происходил из Бершади. Учился в хедере, с детства работал в мануфактуре. В 1899 году переехал в Лодзь, где работал в мастерской. В 1904 году дебютировал в труппе Эстер-Рухл Каминской и в том же году вернулся в Кишинёв. Будучи в Калараше, присоединился к гастролировавшей по Бессарабии труппе Довида-Мойше Сабсая, в которой дебютировал в роли Авромче в пьесе Аврома Гольдфадена «Бобэ Яхнэ» (Баба-Яга). Затем был принят в труппу Аврома-Алтера Фишзона.
В 1908 году Борис Розенталь с женой Марьям и родившимся 7 марта этого же года сыном Мойше эмигрировал в Америку, куда ранее переехали его родители. Начинал как комический актёр, позже стал характерным актёром. В течение двух лет играл с труппой Зигмунда Файнмана в Лондоне. В 1910 году вернулся в Лодзь, где получил трёхлетний ангажемент у Ицхока Зандберга. В 1913—1917 годах играл в Филадельфии и один сезон в нью-йоркском Идишер кунст-театер (Еврейский художественный театр на Второй авеню), в 1918—1921 годах — в Национальном театре Бориса Томашевского на Второй авеню, затем до 1929  года в Театре Кесслера на Второй авеню. В 1920 году снялся в немой ленте «The Face at Your Window» (Лицо в твоём окне, роль Ивана Койлова) режиссёра Ричарда Стэнтона (1876—1956). Сезон 1929—1930 года Борис Розенталь отыграл в Публичном театре Габеля, после чего вернулся в Театр на Второй авеню, в спектаклях которого, вследствие частичного пареза, был занят уже только в маленьких ролях.
В это же время снялся в нескольких ролях немого кино на идише — в 1929 году в «East Side Sadie», в 1930 году — в «My Jewish Mother» (Майн идише мамэ, раввин) и «Style and Class», и в последний раз в 1933 году в фильме «Live and Laugh» (Гелибт ун гелахт, документальный). Все эти ленты были сняты режиссёром Сидни Голдиным (1878—1937). Оставил несколько граммофонных записей песен из различных водевилей еврейского театра 1920-х годов на собственные слова, главным образом на нью-йоркской фирме «Columbia», также «Victor» и «Emerson» (частично переизданные в серии «Great Songs of the Yiddish Stage» фирмы «Naxos»).
Похоронен на кладбище «Маунт-Хеброн» в Куинсе, на участке Еврейского театрального союза.

## Нотные издания
- Татеню, маменю. Музыка Иосифа Румшинского, слова Бориса Розенталя. Нью-Йорк: Trio Press, 1913.
- Йоселэ ун Фейгелэ. Музыка Герман Воль, слова Борис Розенталь. Нью-Йорк: Trio Press, 1922.
- Пистэ халоймэс. Музыка Абрама Эльштейна, слова Бориса Розенталя. Нью-Йорк: Trio Press, 1922.
- Дос из ди либэ фун Янкелэ мит Рохлен. Музыка Герман Воль, слова Борис Розенталь. Нью-Йорк: Trio Press, 1940.

## Галерея
- Борис Розенталь, Яков Калих и Мойше Зильберштейн в «Шмендрике» (1924)
- Песни из водевиля «Янкелэ» (1923)